# 慢鼻渊
慢鼻渊以鼻流浊涕不止、鼻塞、嗅觉不灵、头胀头重为主要症状。常为急鼻渊反复发作或治疗不彻底而致，其起病较慢，病程较长，为鼻科常见病、多发病之一。类似于西医的慢性化脓性鼻窦炎。